# زغيبة
الزُّغَيْبَة (Microvillus) : الزُّغَيْبَة أُصْبعية الشكل وهي السبب في تمييز السطوح الخارجية للخلايا ،و تقدم خدمة تكبير وتضخيم السطح الخارجي للخلية عن طريق النسيج الطلائي الماص (الظهارة) .
و تتواجد على الجانب القمّي لخلية الظهارة .
و في داخل الزغيبة يوجد حزم من ألياف الأكتين الطويلة المخططة .